# خاتم بوليكرات

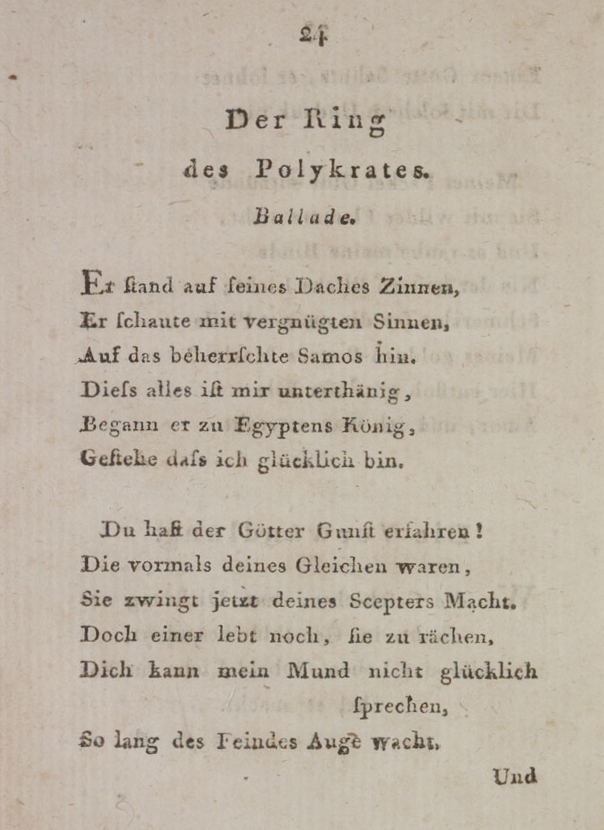
«Musen-Almanach für das Jahr 1798» الطبعة الأولى، مقتطفات من الصفحة 24

خاتم بوليكرات (بالألمانية: Der Ring des Polykrates) قصيدة بالاد من تأليف الشاعر الألماني فريدرش شيلر (1759-1805)، كتبت القصيدة في يونيو من العام 1797، عام منافسة البالاد الودية بين غوته وشيلر. تظهر في هذه القصيدة سمات درامية واضحة مثل غيرها من الحكايات الشعرية التي كتبها شيلر في هذه الفترة. نشرت القصيدة للمرة الأولى في عام 1798، وضع شيلر اسم القصيدة من اوبرا تحمل الاسم نفسه «خاتم بوليكرات» تم عرضها في تلك الفترة.

## وصلات خارجية
| - خاتم بوليكرات، على ويكي مصدر الألمانية. - خاتم بوليكرات، على موقع أمازون. | - خاتم بوليكرات، على كتب جوجل. - خاتم بوليكرات، على الفهرس العالمي. |  |